# 러시아 사회민주노동당 (멘셰비키)
러시아 사회민주노동당 (멘셰비키)(러시아어: Российская социал-демократическая рабочая партия (меньшевиков)는 1912년에 발생한 러시아 사회민주노동당 분당 과정에서 멘셰비키가 창당한 정당이다. 

멘셰비키는 폭력 혁명에 반대하는 온건파로 여겨졌지만 정치적으로 통일된 입장은 존재하지 않았다. 가령 레프 트로츠키나 아돌프 이오페처럼 혁명적 사회주의 지지를 천명한 인사도 있었으며, 이들은 10월 혁명을 계기로 급진파인 볼셰비키로 전향하였다. 
잔류한 멘셰비키는 볼셰비키 정권을 전복하려 시도했으나 번번이 실패했고, 1921년 크론시타트 반란으로 인해 러시아 소비에트 연방 사회주의 공화국에서 불법화되었다.

## 역사
1903년 대분열 이전, 멘셰비키당은 러시아 사회민주노동당의 한 분파로 존재하였다. 일반적으로 멘셰비키들은 블라디미르 레닌이 제시한 직업 혁명가론에 반대했으며, 일반인에게도 개방적인 대중정당을 조직하고자 하였다. 1906년 러시아 사회민주노동당 제4차 대회에서 멘셰비키와 볼셰비키 모두 통합에 동의했으나 이는 그저 표면적인 것에 불과했다. 그러나 멘셰비키와 볼셰비키 모두 러시아가 공산주의를 달성할 만큼 사회적으로 발전하지 못했다는 카를 마르크스의 견해에 동의했고, 사회주의 혁명에 앞서 부르주아 민주혁명이 선행되어야 한다고 믿었다.
일부 멘셰비키들은 볼셰비키와의 연합을 거부하며 러시아 입헌민주당과 공조를 꾀했는데 이는 훗날 멘셰비키과 볼셰비키가 결렬하는 원인으로 지목되었다. 심지어 일부 멘셰비키는 제1차 세계 대전을 공개적으로 지지했는데 반전을 주장하는 볼셰비키와는 더더욱 양립할 수 없었다.
1917년 러시아 2월 혁명이 발발하고 로마노프 왕조가 전복되고 전제군주제가 철폐되자 멘셰비키들은 다당제 평의회 공화국 수립을 제안하였다. 이들은 토지 개혁을 내걸며 농민의 전폭적인를 받는 사회주의혁명당과 연정을 추구했으나, 볼셰비키는 농민을 혁명 세력으로 간주하지 않았고 오히려 멘셰비키를 반혁명적인 세력으로 치부하며 공격하였다.
같은해 러시아 내전이 발발하자 멘셰비키는 각각 적군과 백군을 지지하는 분파로 분열되었다. 전자는 볼셰비키로 통합되었으나 후자의 경우 백군에 흡수되거나 독일로 망명하며 더욱 노골적인 반볼셰비키 활동을 벌였다.
1921년 크론시타트 반란으로 인해 멘셰비키의 활동은 법적으로 금지되었고 망명 멘셰비키 세력은 간신히 유지되다가 1965년에 공식적으로 해산되었다.